# 昌都地区人民解放委员会办公旧址
昌都地区人民解放委员会办公旧址位于西藏自治区昌都市卡若区，是一处红色遗迹。2019年，被国家文物局列为第八批全国重点文物保护单位。